# Lance Comfort
Lance Comfort (Harrow, Middlesex, 11 d'agost de 1908 - Worthing, Sussex, 25 d'agost de 1966) va ser un director de cinema i productor anglès.
En una carrera de més de 25 anys es va convertir en un dels directors de cinema més prolífics del Gran Bretanya, tot i que mai va obtenir l'atenció de la crítica i es va mantenir al marge de la indústria cinematogràfica, creant principalment pel·lícules de sèrie BVa tenir quatre fills: Edward, nascut el 1929, James, nascut el 1931, Anna, nascut el 1934 i Jack, nascut el 1936.
Els historiadors del cinema Steve Chibnall i Brian McFarlane lloen els dons de Comfort "en l'exercici confiat d'impulsos melodramàtics per tal d'il·luminar el personatge i la relació, en un estil visual decoratiu per servir aquests impulsos i en donar el cap a una sèrie d'actors dominants". Afegeixen que totes les seves pel·lícules "són narracions persuasives, marcades per l'absència de sentimentalisme i l'olor de la realitat humana".

## Filmografia
- Penn of Pennsylvania (1941)
- Hatter's Castle (1942)
- Those Kids from Town (1942)
- Squadron Leader X (1943)
- Escape to Danger (1943)
- When We Are Married (1943)
- Old Mother Riley Detective (1943)
- Hotel Reserve (1944)
- Great Day (1945)
- Bedelia (1946)
- Temptation Harbour (1947)
- Daughter of Darkness (1948)
- Silent Dust (1949)
- Portrait of Clare (1950)
- Douglas Fairbanks, Jr., Presents (1953–1957)
- The Girl on the Pier (1953)
- Bang! You're Dead (1954)
- Eight O'Clock Walk (1954)
- The Man in the Road (1956)
- Face in the Night (1957)
- Man from Tangier (1957)
- At the Stroke of Nine (1957)
- The Ugly Duckling (1959)
- Make Mine a Million (1959)
- The Breaking Point (1961)
- Rag Doll (1961)
- Pit of Darkness (1961)
- The Painted Smile (1961)
- Touch of Death (1961)
- The Break (1962)
- Tomorrow at Ten (1962)
- The Switch (1963)
- Blind Corner (1963)
- Live It Up!
- Be My Guest (1965)
- Devils of Darkness (1965)